# Jam-block
Il jam-block è uno strumento musicale a percussione della famiglia degli idiofoni.

## Descrizione
Il jam-block non è altro che la versione in plastica di un wood-block. Questo strumento ha in gran parte sostituito i loro "fragili" antenati in legno, diventando a mano a mano, sempre più utilizzato sia nei timbales, sia nella batteria; può essere anche suonato come singola percussione.
I jam-block sono solitamente utilizzati con i timbales e le batterie, ma possono anche essere usati come strumenti orchestrali autonomi. Sono spesso usati nella salsa e in altri stili latinoamericani, sebbene alcuni batteristi moderni li abbiano utilizzati nelle canzoni rock. Sono spesso usati anche nelle marching band.
Esistono diversi produttori di jam-block, tra cui Latin Percussion, Pearl, Meinl e Toca. I produttori tipicamente scelgono i colori in base alla dimensione dello strumento ed all'altezza del suono.